# Alderton, Suffolk
Alderton är en by och en civil parish i distriktet East Suffolk i Suffolk, England. Orten har 421 invånare. Den har en kyrka.